# Ambrozie peřenolistá
Ambrozie peřenolistá (Ambrosia artemisiifolia) je statná, expanzivní, plevelná rostlina šedozelené barvy, jednoletý druh z rodu ambrozie. Rostlina je jednodomá a má samčí a samičí květy seskupené do jednopohlavných úborů.

## Rozšíření
Druh je původní v Severní Americe, odkud se druhotně rozšířil nejen do celé Ameriky, ale na sklonku 19. století i do Evropy. Postupně pronikl i do severní Afriky, a místy do Asie, Austrálie a Oceánie včetně Nového Zélandu.
V české přírodě byla ambrozie peřenolistá poprvé zaznamenána již v roce 1883 a v současnosti se v Česku vyskytuje místy hojně. Je považována za invazní neofyt, který byl do ČR neúmyslně zavlečen ze Severní Ameriky.
V České republice roste hlavně v klimaticky teplejších oblastech, zejména v Polabí, méně často na jižní Moravě a Ostravsku. Na území státu se dostala hlavně s dovozem americké sóji a osiva jetelovin, kanadského obilí i železné rudy. Její dlouhodobě životné nažky do ČR putují hlavně vodní cestou po Labi a po železnici. Nejčastěji vyrůstá na plně osvětlených místech na ruderálních stanovištích, kolem lidských sídel, podél železničních tratí a silnic, na okrajích polí nebo i přímo na orné půdě. Pro velký vzrůst, bohatý květ i tvorbu semen potřebuje výživnou půdu.

## Popis
Jednoletá jednodomá rostlina s lodyhou vysokou až 150 cm, ojediněle vyrůstá i do výše 200 cm. Tupě čtyřhranná, přímá, vespod dřevnatějící lodyha bývá nahoře bohatě větvená a je obvykle porostlá přilehlými chlupy. Vyrůstá z kůlovitého rozvětveného kořene, který proniká do hloubky i 4 m. Až 15 cm dlouhé listy, rostoucí vespod lodyhy vstřícně a výše střídavě, mají krátké řapíky a jsou v obrysu vejčité. Chlupaté čepele jsou jednoduše až trojnásobně peřenosečné a jejich úkrojky mohou být obvejčitě kopinaté nebo podlouhlé, po obvodu bývají celokrajné, zubaté či laločnaté; z lícní strany jsou tmavě zelené a z rubové našedlé.
Květní úbory jsou jednopohlavné, samčí vyrůstají ve vrcholových hroznovitých bezlistenných květenstvích a samičí v úžlabních svazečcích nebo jednotlivě. Nicí zelenožluté stopkaté samčí úbory bývají 4 až 5 mm široké a v počtu 10 až 100 úborů vyrůstají na vřetenu hustého hroznu, vysokého až 20 cm. Úbor obsahuje 5 až 15 světle žlutých, 2 mm dlouhých trubkovitých kvítků s pětilaločnou korunou a s pěti tyčinkami s prašníky. Nenápadné samičí květy s redukovaným okvětím vyrůstají nejčastěji jednotlivě v úžlabí listu nebo pod samčím květenstvím. Květy jsou větrosnubné, rostliny kvetou od srpna do října.
Plodem je semeno obalené tvrdými, miskovitě srostlými listeny zákrovu. Vytváří vzhledově velmi variabilní nažku, která může mít barvu od světle po tmavě hnědou nebo i černou s bílými tečkami. Nažka je obvejčitého tvaru a na vrcholu má kuželovitý zobáček, pod níž je několik ostnitých výrůstků. Bývá 1,5 až 4 mm dlouhá, 0,75 až 2 mm široká a poměrně lehká, HTS je udávána od 1,5 do 2 gramů. Ploidie druhu je 2n = 36.

## Rozmnožování
Ambrozie peřenolistá se rozmnožuje výhradně semeny, která dozrávají většinou až koncem září; na jedné rostlině jich uzraje 500 až 3000. Vlastní holé semeno se v přírodě běžně nevyskytuje, je vždy obaleno ztvrdlým zákrovem, pod semenem je zde myšlena nažka.
Nažky opadají z rostliny obvykle až během zimy a musí projít obdobím dormance. Klíčí v polovině dubna při teplotě 6 až 8 °C z hloubky nejvýše 8 cm. Nažky, které nemají chmýr, jsou šířeny větrem, vodou nebo přichycením na srst zvířat, na velké vzdálenosti jsou však rozšiřovány hlavně lidským zapříčiněním při přepravě zboží. V půdě si podržují extrémní klíčivost, je uváděno 25 až 40 roků.

## Význam
Ve své severoamerické domovině je ambrozie peřenolistá místně používána jako léčivka: využívá se olej ze semen. Pro pasoucí se dobytek a koně je čerstvá rostlina pochoutkou. V Americe má několik přirozených hmyzích škůdců, požírajících listy nebo semena, a je napadána i houbami, které se v Evropě nevyskytují.
Patří mezi rostliny s bohatou produkcí pylu. Obsahuje proteiny, které jsou nebezpečnými alergeny s nepříjemnými dopady na zdravotní stav lidí. Tím, že kvete až od srpna do října, šíří svůj pyl v období, kdy většina stromů i travin již odkvetla a u mnoha lidí tak prodlužuje období alergické rýmy. Odhaduje se, že v Německu po rozšíření ambrozie peřenolisté stouply náklady na léčbu senné rýmy přibližně o 3 miliardy eur ročně.
V Severní Americe i dalších zemích, kde zdomácněla, se jedná o závažný plevel. Je to konkurenčně silná rostlina, která kulturním plodinám odčerpává velké množství vody i živin a silně je zastiňuje. Nejvíce škodí v širokořádkových plodinách, např. slunečnici, kukuřici nebo kořenové zelenině. Českou republiku zatím tento plevel příliš nepostihuje, jen ojediněle se vyskytuje na polích v kukuřičné nebo řepařské oblasti.
Na zemědělské půdě lze její výskyt potlačit pravidelným zpracováním půdy a střídáním plodin, na nezemědělské půdě aplikací herbicidů. Pokud se rostliny pokosí v době, kdy kvetou, velmi rychle regenerují. V USA však existují klony s velkou rezistencí vůči běžným herbicidům. Hledá se způsob, jak její výskyt omezit použitím fytofágního hmyzu, konají se pokusy využít můru světlopásku Tarachidia candefacta nebo brouka mandelinku Zygogramma saturalis.
Ambrozie peřenolistá je zařazena mezi 100 nejnebezpečnějších invazivních druhů bioty, které se v Evropě vyskytují.

## Taxonomie
Ambrosia artemisiifolia je vzhledově dosti proměnlivá a někdy jsou uváděny tři její variety:
- Ambrosia artemisiifolia L. var. artemisiifolia
- Ambrosia artemisiifolia L. var. elatior
- Ambrosia artemisiifolia L. var. paniculata[2]

## Galerie

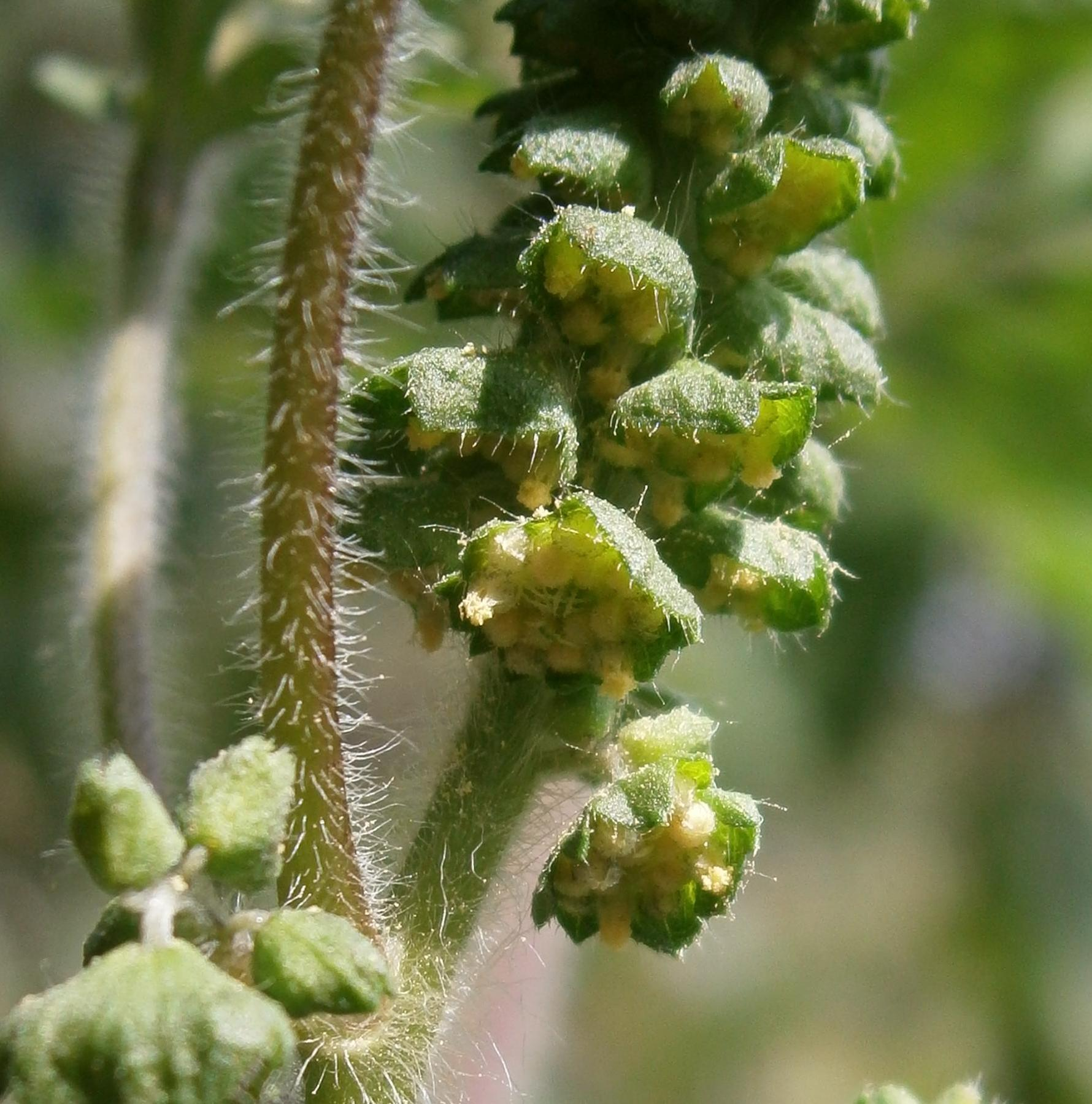
Nicí samčí úbory
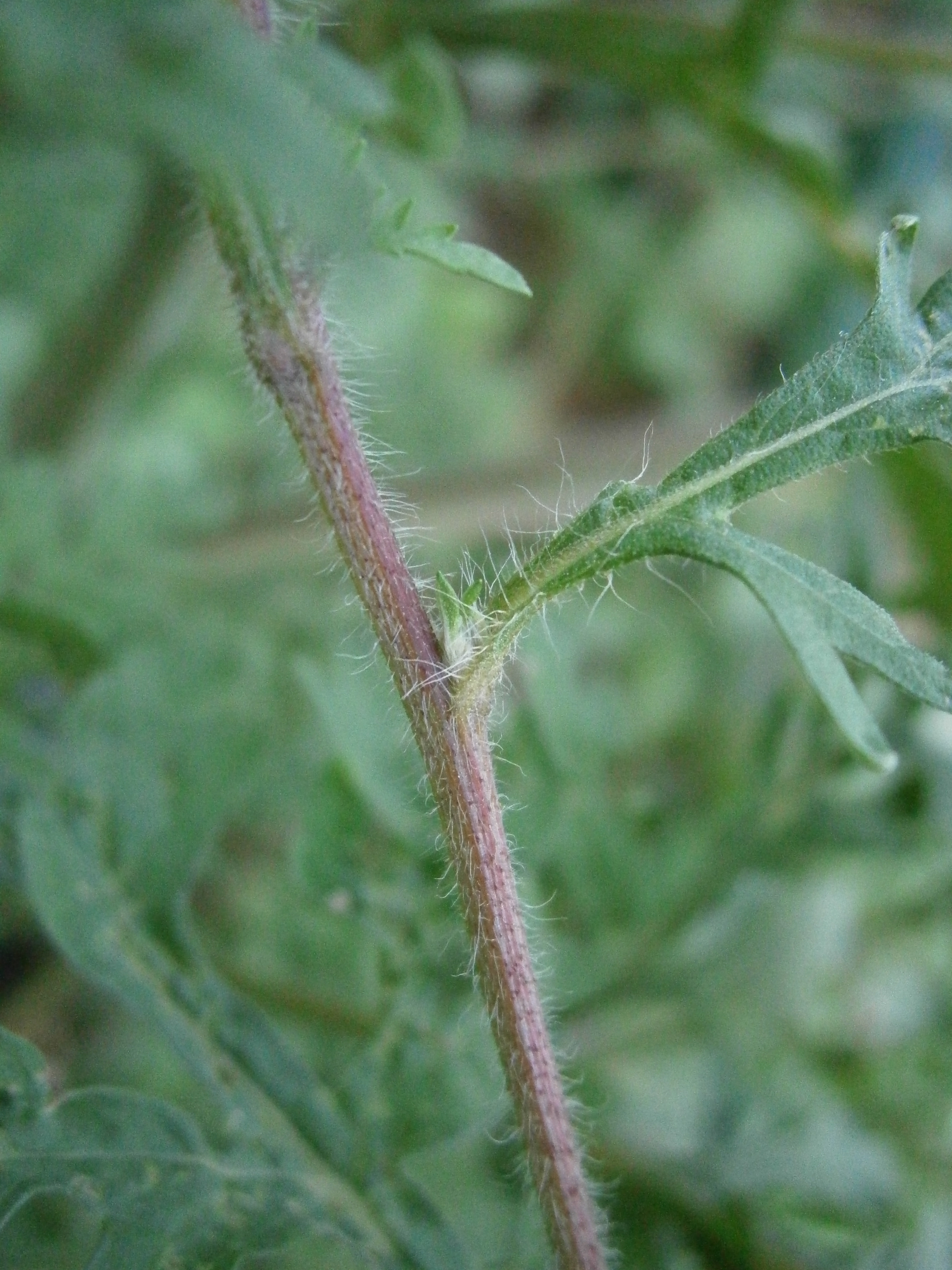
Nenápadný samičí úbor v úžlabí listu
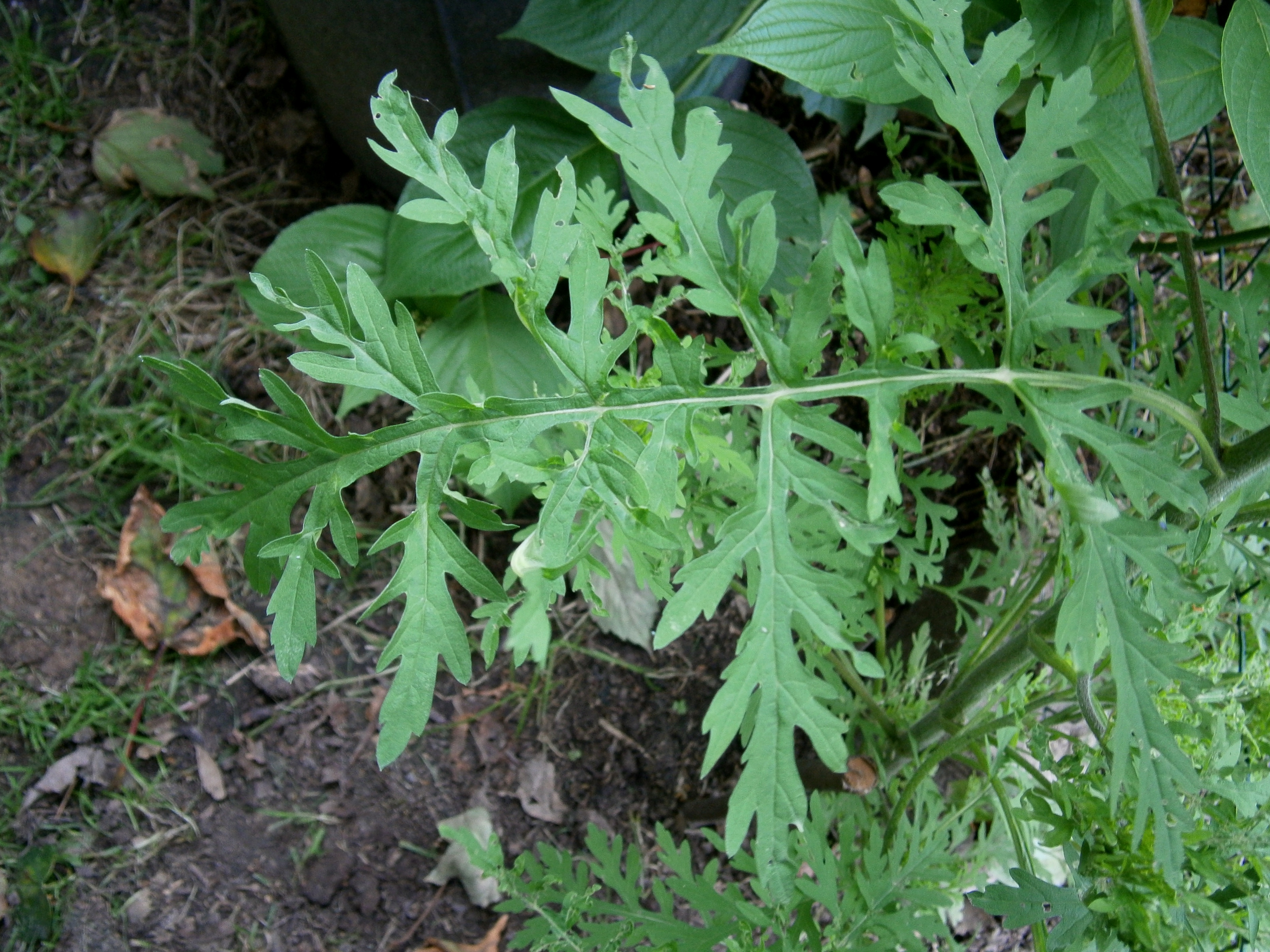
Zpeřené listy
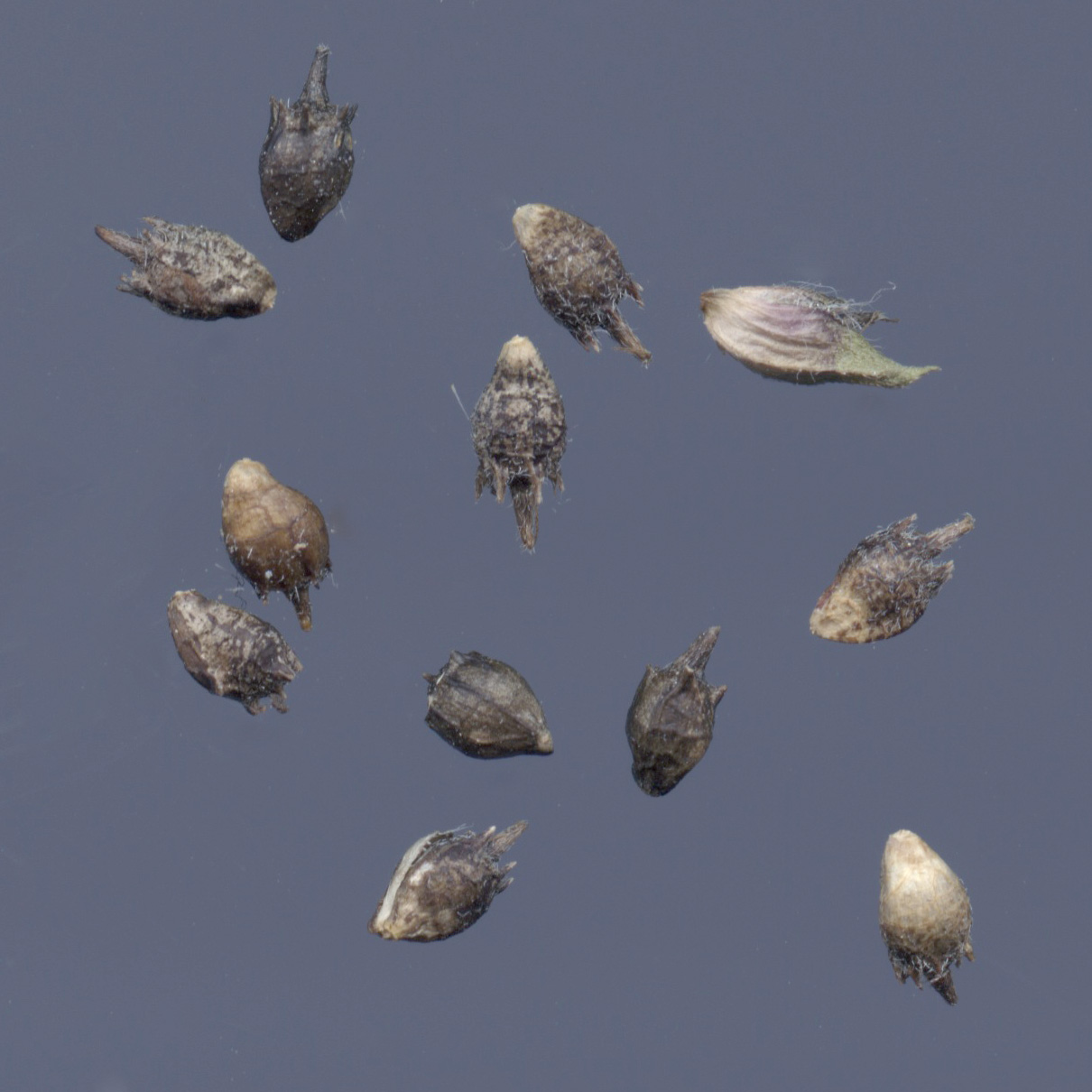
Nažky